# Drymus pilipes
Drymus pilipes är en insektsart som beskrevs av Franz Xaver Fieber 1861. Drymus pilipes ingår i släktet Drymus och familjen Rhyparochromidae. Inga underarter finns listade i Catalogue of Life.